# Dubrynyczi (przystanek kolejowy)
Dubrynyczi (ukr. Дубриничі) – przystanek kolejowy w miejscowości Dubrynyczi, w rejonie użhorodzkim, w obwodzie zakarpackim, na Ukrainie. Położony jest na linii Sambor – Czop.